# Saraçëve-Moschee

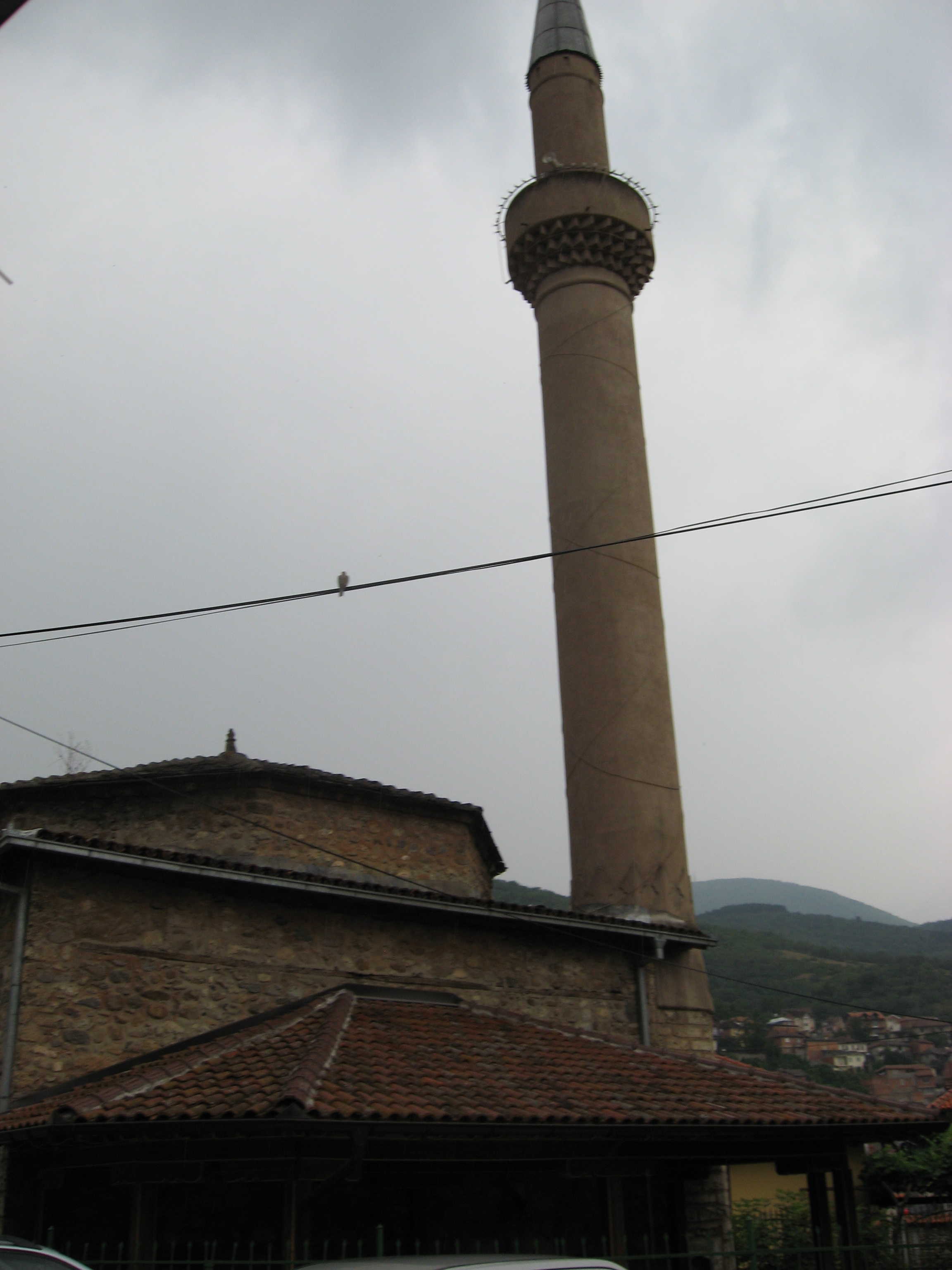
Die Saraçëve-Moschee 2009

Die Saraçëve-Moschee oder Sattlermoschee (albanisch Xhamia e Saraçëve, serbisch-kyrillisch Сарач џамија) ist eine historische osmanische Moschee aus dem frühen 16. Jahrhundert in der kosovo-albanischen Stadt Prizren. Sie befindet sich zwischen der Halveti-Tekke und dem Gazi-Mehmet-Pascha-Hamam in einem Stadtteil, wo traditionell Gürtel und andere Lederprodukte hergestellt wurden. Es ist ein nationales Kulturdenkmal.
Der im Jahre 1531 erfolgte Bau der Moschee wurde von Kukli Mehmet Bey finanziert, dem Gouverneur des Vilâyet Saloniki und des Paschaliks Bosnien, weshalb die Moschee auch Kukli-Mehmet-Bey-Moschee (Xhamia e Kukli Mehmedbeut) genannt wird. Bei einer Straßenerweiterung 1963 wurde der Hauptraum der Saraçëve-Moschee zerstört. Bei Renovierungsarbeiten 1977 und 1994 gingen die Wandmalereien verloren. In den Jahren 2000 und 2003 musste die Moschee erneut renoviert werden, 2008 wurde der Hauptraum wiedererrichtet. Nach einem elektrischen Defekt 2009 brannte das Innere der Moschee aus.
Das aus Natursteinen errichtete quadratische Gebäude ist jeweils 9 Meter lang und breit und mit Baukalk überdeckt sowie mit Ziegelsteinen bedacht. Die Vorhalle hat hölzerne Säulen. Über dem achteckigen Tambour befindet sich die Kuppel.